# Presse lithographique
Pour les articles homonymes, voir presse.

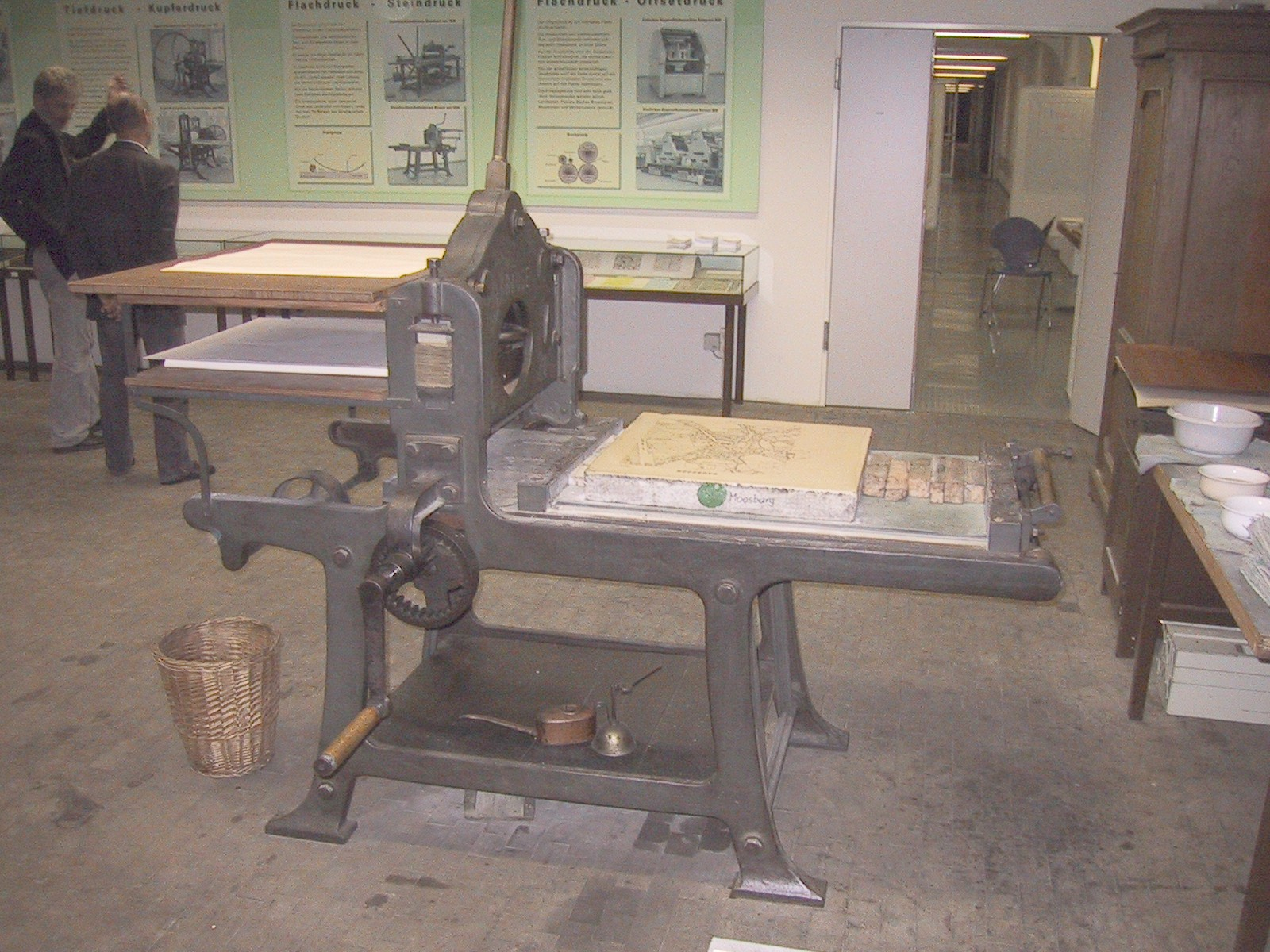
Presse lithographique Krause, 1934, Munich.

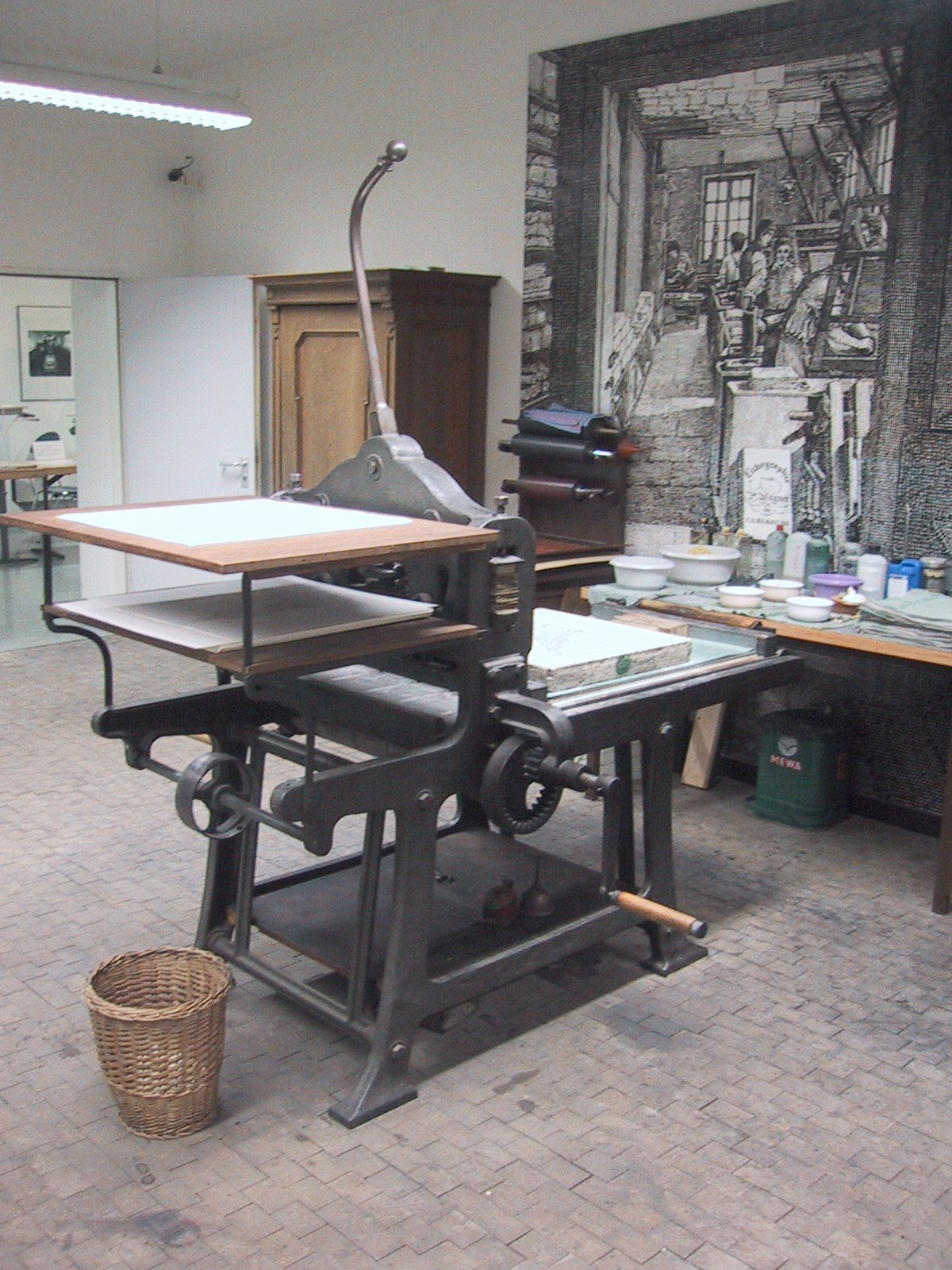
Autre vue.

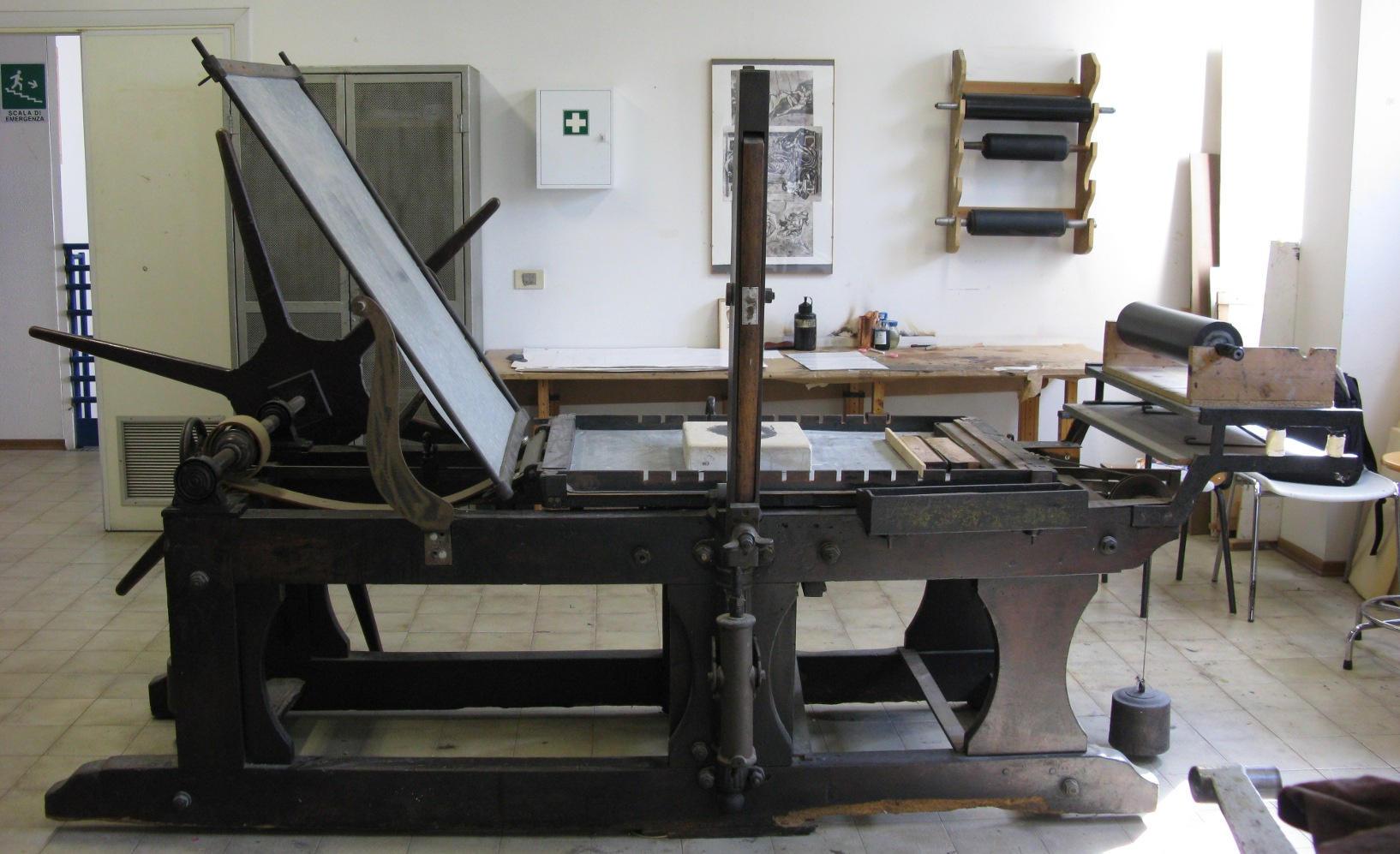
Presse « bête à cornes » munie d’un tympan.

La presse lithographique est un dispositif d’impression spécifique pour les lithographies.

## Composition et fonctionnement
L’élément de base de la lithographie est constitué d’une pierre en calcaire particulier, sur lequel on dessine directement, ou on reporte un dessin, une photographie. La pierre lithographique peut atteindre des dimensions et un poids respectables. Les dimensions de la presse sont en rapport avec la taille maximale de la pierre.
La presse lithographique se compose d’un bâti en bois ou métallique, supportant un chariot mobile longitudinalement, qui reçoit la pierre. Un porte-râteau transversal, pouvant être relevé ou abaissé au moyen d’un levier ou d’une pédale, maintient un râteau, pièce de bois rectiligne garnie de cuir. Une manivelle, une roue ou un « moulinet » à bras rayonnants ou « cornes » (on parle pour ce type de presse de « bête à cornes ») fait avancer le chariot, dont la pierre encrée, sur laquelle on a disposé la feuille de papier et un habillage — des feuilles de papier en nombre variable, les maculatures, et un presspahn : carton fort type carte de Lyon, aujourd’hui parfois du plastique —, sous le râteau qui exerce la pression voulue au passage. Le chariot repose sur un cylindre parallèle au râteau. Sur certaines machines, la feuille de papier et l'habillage sont maintenues par un tympan qui se rabat sur la pierre. Le retour se fait au moyen d’un contrepoids, le râteau étant alors soulevé. Ultérieurement, un rouleau cylindrique remplace parfois le râteau.
Avec le développement de la chromolithographie, les presses lithographiques évoluent vers une grande complexité et une automatisation quasi identique aux presses typographiques et surtout offset, notamment en France avec les presses Marinoni-Voirin. Alimentation des feuilles et encrage automatisés, cylindre remplaçant le râteau, la dernière étape sera le remplacement de la pierre par une plaque de métal, qui peut alors être cintrée et fixée sur un cylindre : on passe ainsi à l'impression offset, qui finira par supplanter totalement la chromolithographie. 
Les presses anciennes continuent à être utilisées pour le tirage des estampes et lithographies d’art. En France, les plus réputées étaient les presses de la Maison Brisset (Pierre-Denis et son fils Eugène Brisset) qui dominèrent le marché pendant une bonne partie du XIXe siècle.